# حسين أباد هرندي (حسين أباد كرمان)
حسین أباد هرندي (بالفارسية: حسین‌آباد هرندی) هي قرية تقع في إيران في Hoseynabad Rural District. يقدر عدد سكانها بـ 302 نسمة .